# Nepeta cyrenaica
Nepeta cyrenaica là một loài thực vật có hoa trong họ Hoa môi. Loài này được Quézel & Zaffran mô tả khoa học đầu tiên năm 1962.